# ائرو ای.۴۲
ائرو ای. ۴۲ (به انگلیسی: Aero A.42) یک هواپیمای ساختِ آئرو ودوخودی است. نخستین استفاده‌کنندهٔ این هواپیما نیروی هوایی چکسلواکی بوده‌است. این هواپیما در ۱۹۲۹ میلادی نخستین پرواز خود را انجام داد.